# 黄碣
黄碣（841年—895年），字宜磊，福建闽县（今福州）人。
黄碣曾任固始县丞、知县、光州同知、知州、御史中丞兼节度副使。因出战安南有功，任漳州刺史，徙婺州。被刘汉宏部进攻后弃州，客苏州。董昌为威胜军节度使，表其自副。董昌谋反后，黄碣因谏被董昌所杀。
董昌战败后，有诏赠黄碣司徒，求其后，不能得。
著有《安南奏凯记》。